# Região das Missões

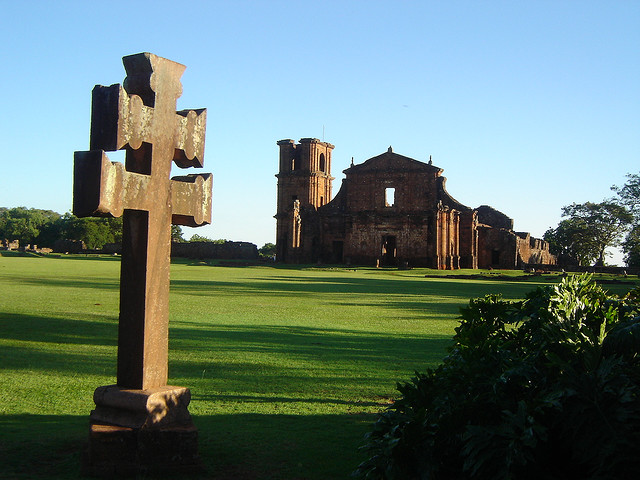
As ruínas jesuítas de São Miguel das Missões, na Região das Missões. Patrimônio da Humanidade desde 1983 no estado do Rio Grande do Sul.

A Região das Missões é uma região turística localizada no Noroeste do Rio Grande do Sul. Recebe turistas do Brasil e de diversas partes do mundo, principalmente da Argentina, do Paraguai, do Uruguai e da Europa. A Região das Missões faz parte do roteiro internacional Iguassu-Misiones (Iguaçu-Missões).
O nome Missões deriva do fato de que nessa região foram edificadas, entre os séculos XVII e XVIII, as reduções jesuíticas dos Guarani, chamadas Missões. No lado brasileiro, foram criadas sete reduções, denominadas de Sete Povos das Missões.
Aos habitantes da Região das Missões, se aplica o gentílico missioneiro.

## Municípios integrantes
Fazem parte da Região das Missões um total de 46 municípios. As Missões abrangem duas grandes rotas turísticas, que não coincidem com as microrregiões: Rota do Rio Uruguai e Rota Missões. É por isso que, dependendo do contexto, são considerados apenas os municípios da Rota Missões como missioneiros.

### Rota das Missões

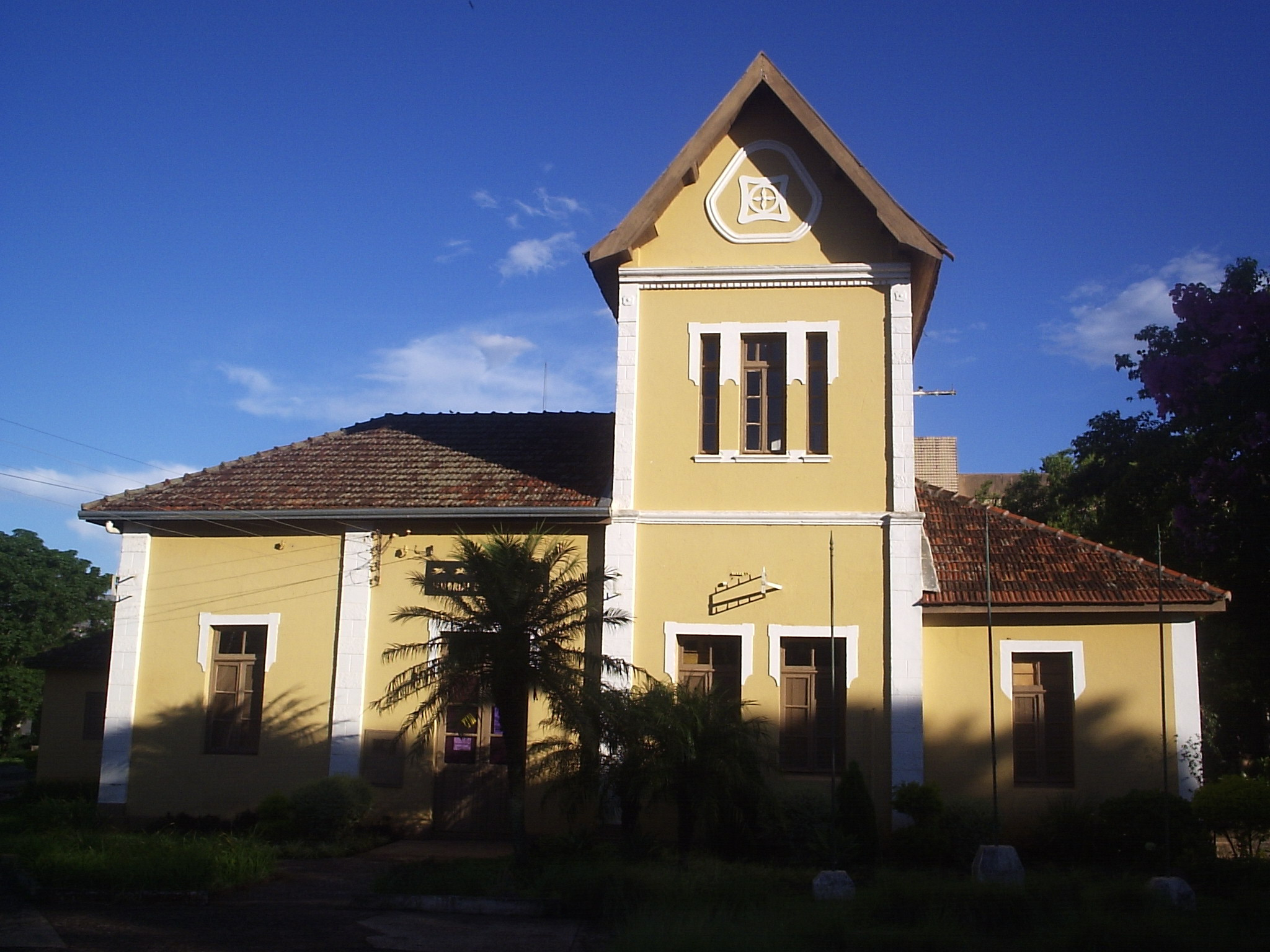
Memorial Coluna Prestes, em Santo Ângelo.

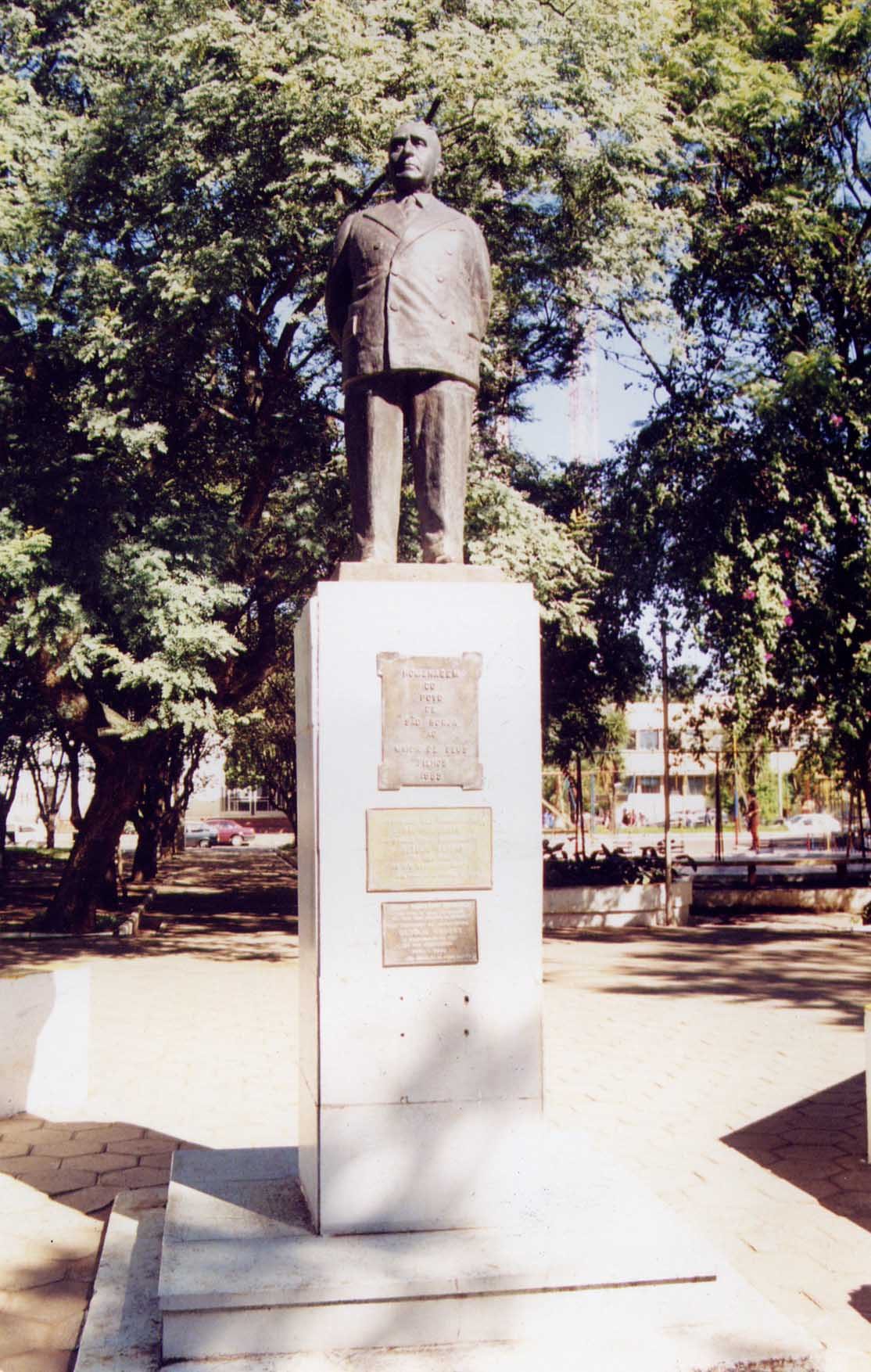
Monumento em homenagem a Getúlio Vargas, em São Borja.

- Bossoroca
- Catuípe
- Caibaté
- Cerro Largo
- Dezesseis de Novembro
- Entre-Ijuís
- Eugênio de Castro
- Garruchos
- Giruá
- Guarani das Missões
- Ijuí
- Mato Queimado
- Pirapó
- Porto Xavier
- Rolador
- Roque Gonzales
- Salvador das Missões
- Santo Ângelo
- Santo Antônio das Missões
- São Borja
- São Luiz Gonzaga
- São Miguel das Missões
- São Nicolau
- São Paulo das Missões
- São Pedro do Butiá
- Sete de Setembro
- Ubiretama

### Rota do Rio Uruguai

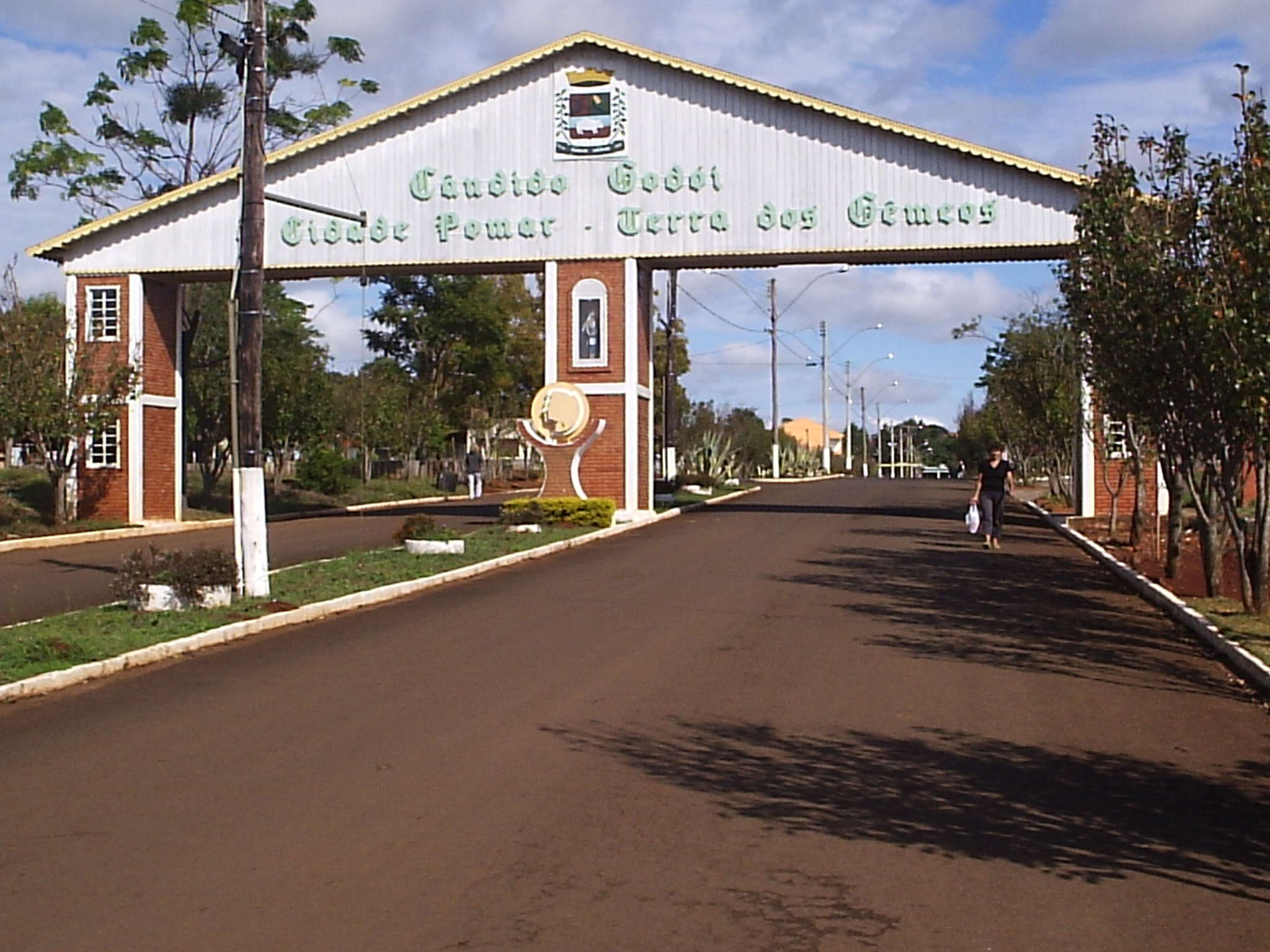
Pórtico de Cândido Godói, a "Terra dos Gêmeos".

- Alecrim
- Alegria
- Boa Vista do Buricá
- Campina das Missões
- Cândido Godói
- Doutor Maurício Cardoso
- Horizontina
- Independência
- Nova Candelária
- Novo Machado
- Porto Lucena
- Porto Mauá
- Porto Vera Cruz
- Santa Rosa
- Santo Cristo
- São José do Inhacorá
- Senador Salgado Filho
- Três de Maio
- Tucunduva
- Tuparendi

## Cultura
A Região das Missões possui uma rica diversidade cultural graças ao grande número de etnias que se instalaram na região, como os alemães, italianos, poloneses, russos, portugueses, espanhóis, afro-brasileiros, árabes, franceses entre outros. Algumas cidades sofrem maior influência alemã, como Santa Rosa, Santo Cristo e São Pedro do Butiá. Em outras cidades, destaca-se a presença italiana.
Em Guarani das Missões destaca-se a presença dos descendentes poloneses, por isso sendo chamada a Capital Polonesa dos Gaúchos. Em algumas cidades não há uma etnia predominante, por abrigar várias etnias, como em Santo Ângelo e Ijuí.
Os missioneiros possuem grande apreço à cultura gaúcha. Em quase todos os municípios, os tradicionalistas se reúnem nos Centros de Tradições Gaúchas, onde cultivam as tradições e costumes gaúchos. 

### Línguas minoritárias
Muitas pessoas que moram nas regiões fronteiriças tem algum grau de fluência no idioma espanhol (chamado regionalmente de castelhano); além do contato pessoal com pessoas que cruzam a região, estas populações têm acesso à rádio e televisão na língua do país vizinho. 
Existem locais de sexo específicos onde se falam idiomas regionais, como polonês em Guarani das Missões; a língua russa em Campina das Missões, municipalidade onde a maioria da população fala alemão (porém há casos de pessoas que falam russo, o dialeto alemão regional, mais a língua nacional); mas a língua minoritária mais forte na região é, como em todo o estado do Rio Grande do Sul, o dialeto alemão franco-renano (Rheinfränkisch) chamado de Riograndenser Hunsrückisch (entre outros nomes, como Hunsricker, Hunsrückisch Platt, Koloniedeitsch, Deitschsproch, Deitsch, etc.). 
Estima-se que cerca de um quarto da população riograndense tenha algum nível de fluência no Riograndenser Hunsrückisch, uma língua germânica que tem suas origens na região do Hunsrück, no sudoeste da Alemanha. Em 2012 a Câmara de Deputados do Rio Grande do Sul reconheceu, em voto unânime, o Hunsrik como língua minoritária oficial do estado, sendo que pouco mais de uma década ela completará duzentos anos de existência.
As pessoas da Região das Missões na maiorias dos casos não costuma falar nas suas línguas regionais na presença de forasteiros - o idioma corrente na vida pública é a língua nacional, o português. Crescem nos últimos anos os esforços para evitar que estes regionalismos linguísticos despareçam, como por exemplo, com o apoio do Instituto do Patrimônio Histórico e Artístico Nacional (IPHAN), o Instituto de Investigação e Desenvolvimento em Política Lingüística, e orgãos internacionais, bem como iniciativas privadas.

## Atrativos culturais

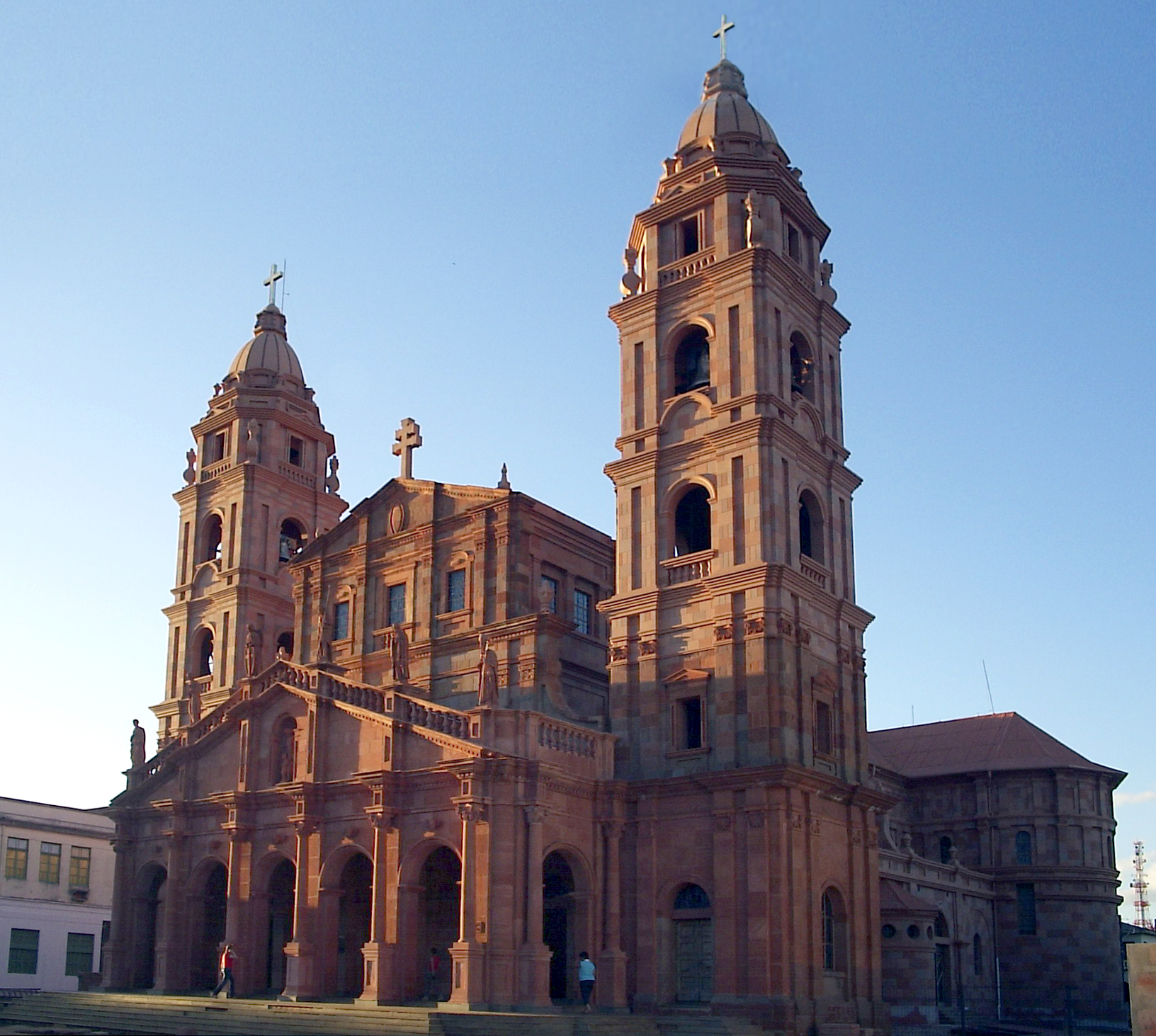
A Catedral Angelopolitana, em Santo Ângelo, é um importante ponto turístico da região

- O Sítio Arqueológico de São Miguel Arcanjo, considerado Patrimônio Mundial pela UNESCO, e o Museu das Missões, em São Miguel das Missões;
- Ruínas das reduções de São João Batista, em Entre-Ijuís, e de São Nicolau;
- Sobrado dos Silva, em São Nicolau;
- Santuário do Caaró, em Caibaté;
- Centro Histórico de Santo Ângelo, incluindo a Catedral Angelopolitana, a praça Pinheiro Machado, o Museu Municipal Dr. José Olavo Machado e o prédio da Prefeitura;
- Memorial Coluna Prestes, em Santo Ângelo;
- Museu Missioneiro, em São Borja[4].

## Atrativos naturais
- Árvore Lunar, em Santa Rosa;
- Balneário Porto Cristal, em Santo Ângelo;
- Cerro do Inhacurutum, em Roque Gonzales;
- Lago Azul, em Santo Cristo;
- Parque das Fontes, em Entre-Ijuís;
- Rio Ijuí e rio Uruguai.

## Principais eventos
- Espetáculo Som & Luz, em São Miguel das Missões;
- Expo São Luiz, em São Luiz Gonzaga;
- Fenamilho Internacional, em Santo Ângelo;
- Fenasoja, em Santa Rosa;
- Kerbfest Missões, em São Paulo das Missões;
- Polfest, em Guarani das Missões;
- Expoutono, em São Borja;
- Fenaoeste, em São Borja;
- Expofeira, em Três de Maio;
- Café de Cambona, em São Nicolau;
- Oktoberfest Missões, em Cerro Largo.